# Завод хімії хлору в Ботані
Завод хімії хлору в Ботані – виробничий майданчик на сході Австралії. 
В 1944 році на околицях Сіднею в Ботані почав роботу завод компанії Imperial Chemical industry of Australia and New Zealand Limited (ICIANZ або I.C.I.A.N.Z.) – дочірньої структури відомого британського хімічного концерну Imperial Chemical Industries (ICI). На майданчику здійснювали електролізу хлориду натрію за ртутною технологією з отриманням хлору, каустичної соди та водню. Первісно потужність становила лише 8 тисяч тонн хлору та каустичної соди на рік, проте в подальшому багаторазово зросла.
З 1954-го в Ботані запустили виробництво полівінілхлориду з початковою потужністю 5 тисяч тонн на рік, при цьому необхідний мономер продукували шляхом хлорування ацетилену (останній продукували з карбіду кальцію тасманійського заводу в Електрона). В 1963 (за іншими даними – 1966) році перейшли на більш економічно доцільну нафтохімічну технологію, що передбачала використання етилену (джерелом останнього стала піролізна установка в Ботані). Процес був двоступеневим із отриманням напівфабрикату — дихлориду етилену, а первісна потужність цього виробництва становила 40 тисяч тонн мономеру вінілхлориду на рік. 
В 1964-му майданчик узявся за продукування хлоринованих розчинників, тетрахлорметану та тетрахлоретилену.
Станом на 1980 рік завод міг щорічно випускати 90 – 100 тисяч тонн хлору та каустичної соди, 60 тисяч тонн мономеру вінілхлориду, 52 тисячі тонн полівінілхлорилу та 30 тисяч тонн тетрахлорметану. 
В 1991-му припинили виробництво хлоринованих розчинників, тетрахлорметану та тетрахлоретилену, а в 1996-му зупинили продукування мономеру вінілхлориду і полівінілхлориду. Дихлорид етилену випускали до 1998-го та відправляли експорт до Японії.
Ще в 1971-му ICIANZ перетворили на ICI Australia, а в 1998-му після рішення концерну ICI вийти з бізнесу в Австралії та Новій Зеландії на основі ICI Australia виникла компанія Orica. В 2015-го хімічний дивізіон Orica став основою для компанії IXOM.
Ще в 2002-му ввели в дію нове електролізне виробництво з більш екологічною мембранною технологією, що дало змогу закрити старе. Наразі потужність заводу становить 90 тонн хлору на добу. Одночасно отримують каустичну соду та водень, що дає можливість випускати наступну продукцію:
- гіпохлорит натрію, який є продуктом реакції каустичної соди та хлору, в обсягах 350 тонн на добу; 
- товарну каустичну соду в обсягах 100 тонн на добу;
- соляну кислоту, яку отримують реакцією хлору та водню, в обсягах 145 тонн на добу;
- хлорид заліза, що виникає при обробці залізовмісних продуктів хлором, в обсягах 110 тонн на добу.